# Grabhügel von Avaldsnes

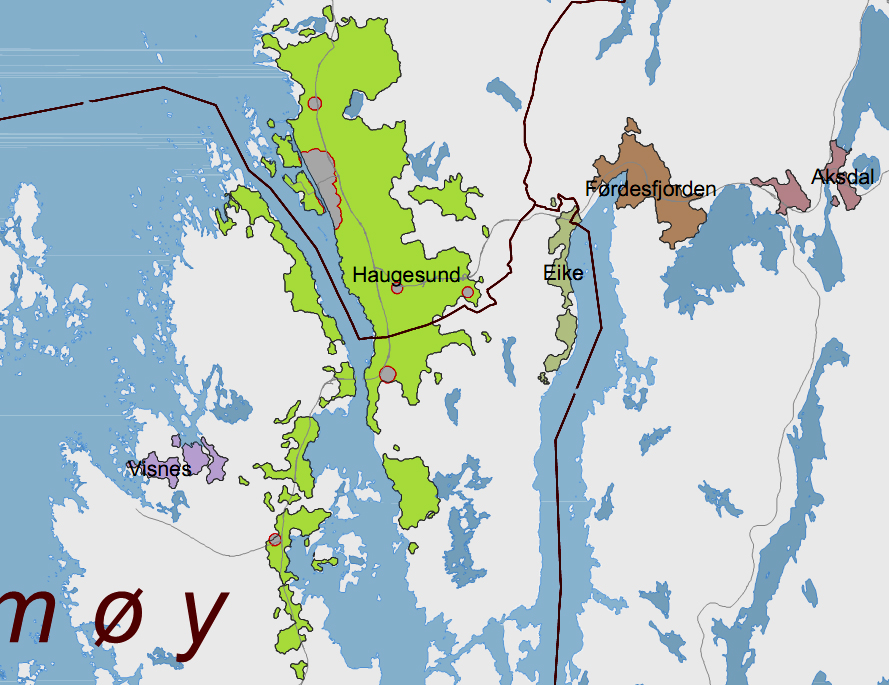
Haugesund

Die Grabhügel von Avaldsnes, der Flagghaugen, der Kuhaugen und der Kongshaugen sind drei, ehemals viel größere Grabhügel in der Nähe der Kirche von Avaldsnes bei Haugesund in der Fylke Rogaland in Norwegen. Die beiden letzteren wurden archäologisch nie ausgegraben.

## Der Flagghaugen
Der ursprüngliche Durchmesser des Flagghaugen betrug etwa 43,0 Meter. Der Grabhügel war über fünf Meter hoch, wurde bereits 1835 durch den Gemeindepfarrer ausgegraben, aber nicht dokumentiert. Im Hügel wurden eine zentrale und zwei sekundäre Bestattungen gefunden. Der „Avaldsnes-Fund“ befand sich in der zentralen Bestattung. Er ist einer der reichsten Funde Nordeuropas aus der Eisenzeit.
Den Rundhügel umgab ein Ring aus Steinen. Im Hügel befand sich ein zentraler Steinring, der einen Cairn umgab. Im Inneren dieses Cairns befand sich eine Kammer mit einer männlichen Körperbestattung, die auf 200–400 n. Chr. datiert wurde. Zur Bestattung gehörte eine große Zahl von Grabbeigaben, darunter ein Schwert in einer Holzscheide mit geschnitzten goldenen Einlagen, ein mit Silbereinlagen bedeckter Schild, ein Speer, Pfeile, ein goldener Armring, vier Goldgriffe, eine Goldbrosche, ein Bronzespiegel, 31 Spielsteine aus Glas, ein Gewicht aus Bronze, mehrere Bronzekessel sowie Essgeschirr und Trinkbecher. Das größte Stück war ein Halsring aus fast reinem Gold mit einem Gewicht von rund 600 Gramm. Der Ring und andere Grabbeigaben sind im Museum von Bergen zu sehen. Einige der Grabbeigaben sind in den vergangenen Jahren verloren gegangen.
Die beiden Sekundärgräber waren Brandgräber. Verbrannte Knochen wurden in einem Bronzekessel gefunden. Diese Bestattungen datieren 400 bis 600 n. Chr.
Die Reste des Flagghaugen bestehen heute nur noch ein aus einem Ring, der den Rand des ursprünglichen Hügels markiert.

## Ku- und Kongshaugen

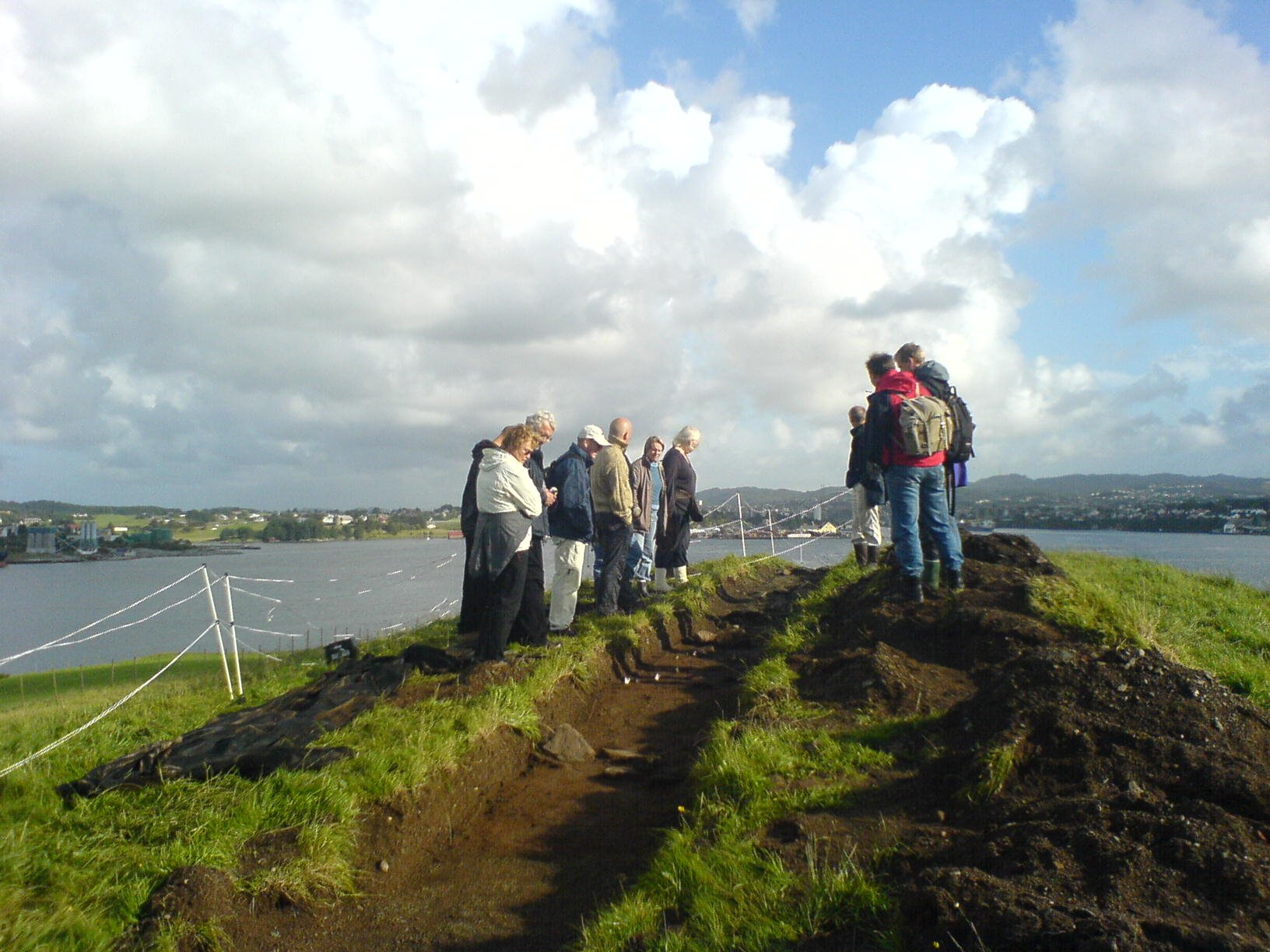
Auffinden unbekannter Gräber am Kongshaugen im Rahmen des Avaldsnesprosjektet

Der Kongshaugen heißt wie viele große Grabhügel in Norwegen. Er hat etwa 35 m Durchmesser und ist 2,0 Meter hoch. 
Südwestlich der Kirche, in der Nähe eines Bauernhauses, befindet sich der „Kuhaugen“. Er hat etwa 25 m Durchmesser und ist einen Meter hoch.

## Nähnadel Mariens
Die Nähnadel Mariens ist ein etwa 7,1 Meter hoher und 80 cm breiter Bautastein, der zu den höchsten Norwegens gehört.  Er neigt sich ein wenig gegen die Kirchenmauer. Die Entfernung der Spitze des Steins von der Mauer beträgt nur etwa 10 cm. Ein Mythos besagt, dass die Welt untergeht, wenn der Stein die Mauer der Kirche berührt.
Überliefert ist, dass früher ein 9,0 Meter hoher Stein nördlich der Kirche stand.
Auf dem Friedhof steht in der Nähe der Avaldsnes Kirche zwischen großen Bäumen ein weiterer Bautastein. Es ist etwa 1,5 Meter hoch, 20 cm breit und hat eine glatte Oberfläche.
Diese Objekte zusammen mit dem Königshof bestätigen Avaldsnes Position als wichtiges Zentrum der Eisenzeit.